# KS Spójnia Gdańsk
Le KS Spójnia Gdańsk est un club de handball qui se situe à Gdańsk en Pologne. 

## Palmarès
- Championnat de Pologne (3) : 1967-68, 1968-69, 1969-70.